# Жан V (граф де Руси)
Жан V де Пьерпон (фр. Jean V de Pierrepont, погиб в битве при Креси 26 августа 1346) — граф Руси, Брены и Рошфора, сеньор Пьерпона.
Сын Жана IV де Пьерпона (ум. 1302) и Жанны де Дрё (ум. 1325). Наследовал отцу в 1302 году. В 1325 году получил графство Брена от бездетного Роберта V де Дрё — своего двоюродного брата по матери.
В 1320 г. во главе вооружённого отряда послан королём в Фландрию для поддержки графа Роберта III де Бетюна в борьбе с восставшим сыном — Луи де Невером.
С 1338 года участвовал в Столетней войне на стороне французского короля и погиб в битве при Креси 26 августа 1346 года.
Жан V де Пьерпон с 1308 года был женат на Маргарите де Бомье (1294—1350), дочери Тибо де Бомье и Маргариты де Вильбеон, вдове Жана IV де Бувилля, сеньора де Милли-ан-Гатине. Дети:
- Жан де Руси (ум. 1326/28), сеньор де Пьерпон, по правам жены — сеньор де Пикиньи и видам Амьена.
- Роберт II де Руси (ум. 1364), граф де Руси. Его дочь Изабелла в 1379 году продала графство Руси герцогу Людовику I Анжуйскому.
- Гуго де Руси (ум. 1352), сеньор де Пьерпон и де Турнанфюи, видам де Лаонне.
- Симон де Руси (ум. 1392), граф Брены, сеньор де Турнанфюи и де Вильбеон. В 1385 году выкупил графство Руси у Людовика II Анжуйского.
- Беатрикс де Руси, жена графа Луи II де Сансера
- Жанна (ум. 1361), с 1341 г. жена Шарля I де Монморанси.
- Тибо де Руси (ум. 1328/30), канонник в Шартре и Камбре.